# Aeropuerto de Taichung
El Aeropuerto de Taichung (en chino: 臺中航空站) (IATA: RMQ, ICAO: RCMQ) es un aeropuerto situado en Taichung, en la isla de Taiwán, usado tanto para fines comerciales como militares . También es el tercer aeropuerto internacional de Taiwán, que en la actualidad presta servicios a la China continental, Japón, Corea del Sur, y Ho Chi Minh, Hanéi en Vietnam.
El aeropuerto Ching Chuan Kang  fue construido durante la era del dominio japonés y fue nombrado Aeropuerto de Kōkan (公館空港) . El aeropuerto  luego se expandió en 1954 de acuerdo con el Tratado de Defensa Mutua entre China y Estados Unidos, y más tarde fue rebautizado Base Aérea Ching Chuan Kang. A partir de 2003 presta servicios a civiles.

## Estadísticas
Ver fuente y consulta Wikidata.